# 太平圩乡 (耒阳市)
太平圩乡，是中华人民共和国湖南省衡陽市耒阳市下辖的一个乡镇级行政单位。

## 行政区划
太平圩乡下辖以下地区：
太平村、真武村、板冲村、凤光村、凤羊村、城背村、农林村、楼下村、新冲村、寿洲村、群建村、皂田村、官探村、羊业村、山碧村、团结村和金宝村。